# High Willhays
High Willhays ou, selon certains auteurs, High Willes, est un sommet du Royaume-Uni culminant à 621 mètres d'altitude dans le comté du Devon, dont il constitue le point culminant, en Angleterre. C'est également le plus haut sommet du Dartmoor, classé en tant que parc national. Il fait partie d'une zone d'entraînement militaire, mais son accès en randonnée pédestre est possible les deux tiers de l'année.

## Toponymie
En 1912, l'écrivain et documentaliste William Crossing (en) rapporte l'existence de l'hypothèse concernant le nom High Willes selon laquelle il dériverait du mot huel en cornique, qui a donné wheal en anglais, et qui signifie « mine ». Toutefois, il la juge improbable, du fait que les anciennes mines étaient invariablement localisées le long de cours d'eau. Il suggère que le nom dérive du gallois gwylfa, qui désigne un site d'observation, le rapprochant de Brown Willy, le point culminant du Bodmin Moor, dans les Cornouailles, et imagine la présence d'un feu de garde à proximité. Il émet une autre hypothèse faisant le lien avec le mot gwili signifiant « sinueux, tortueux », mais la juge lui-même peu plausible.
L'ouvrage The Place-Names of Devon (1931) rapporte que le sommet est nommé Hight Wyll dans un document de 1537 puis connu en tant que High Willows en 1827. Les auteurs affirment que le nom pourrait être composé de high et well, littéralement « haute source », mais reconnaissent que la syllabe finale additionnelle est difficilement explicable.

## Géographie
High Willhays est situé dans le Sud-Ouest de l'Angleterre, au Royaume-Uni, dans le comté du Devon, dans le district non métropolitain du West Devon. Il se trouve à environ 6 kilomètres au sud de Okehampton, 32 kilomètres à l'ouest d'Exeter et 38 kilomètres au nord de Plymouth. Les côtes de la mer Celtique, à l'ouest et au nord-ouest, et de la Manche, au sud et au sud-est, sont approximativement à égale distance, à une quarantaine de kilomètres de part et d'autre. Le sommet s'élève à 621 mètres d'altitude,, ce qui en fait le point culminant du Devon. Sa hauteur de culminance par rapport à Garreg Las (en), à 133 kilomètres au nord, est de 537 mètres, ce qui en fait un marilyn. Il se trouve dans la partie septentrionale du Dartmoor. Sa crête sommitale s'étend sur un kilomètre en direction du nord jusqu'à Yes Tor qui, bien que moins élevé de deux mètres, est surnommé le « toit du Dartmoor ». High Willhays fait entièrement partie du bassin de la rivière Okement (en), un affluent du fleuve Torridge (en). Il se compose de granite issu, comme l'ensemble du Dartmoor, d'une intrusion datant de 280 millions d'années environ, mais relativement moins riche en feldspath.

## Histoire
Avant les mesures de l'Ordnance Survey au début du XXe siècle, Yes Tor était fréquemment considéré comme plus élevé que High Willhays, hormis par les paysans locaux. Le premier relevé topographique de la région met en évidence une différence de 3,7 mètres au profit de ce dernier, celle-ci ayant depuis été revue à 2,4 mètres. William Crossing considère ainsi High Willhays comme le plus haut sommet d'Angleterre au sud d'Ingleborough, dans les Yorkshire Dales (Pennines), mais de nouveaux relevés ont montré que Kinder Scout, dans le Peak District, et Black Mountain, à la frontière avec le pays de Galles, sont également plus élevés.

## Activités

### Randonnée et ascension
High Willhays est accessible en randonnée pédestre depuis le réservoir Meldon, à l'ouest. Il est possible d'effectuer une boucle par Yes Tor et, au retour, par Black Tor, à l'ouest. Cependant, à l'exception de sections au-dessus du réservoir, puis entre les deux sommets principaux, et finalement le long de la West Okement, de vastes portions sur le versant occidental n'ont pas de sentier clairement tracé ; il est nécessaire de se repérer par rapport aux rochers. Aussi, l'ascension peut être réalisée par le nord, depuis le camp militaire d'Okehampton ; le dénivelé est moins important mais la marche est plus longue.
Toutefois, la montagne se trouve dans la zone d'entraînement de Dartmoor, dans une zone où peuvent se dérouler des exercices de tir de la British Army. Des drapeaux rouges sont alors hissés tout autour du périmètre pour en interdire l'accès, en moyenne 120 jours par an.

### Protection environnementale
High Willhays est protégé depuis 1951 au sein du parc national de Dartmoor qui couvre une superficie de 945 km2. En outre, il fait partie de la réserve de biosphère de l'UNESCO de North Devon, qui s'étend sur 142 km2, et plus précisément de sa zone de transition.
La montagne est également incluse dans le site d'intérêt scientifique particulier de North Dartmoor qui s'étend sur 13 559 hectares. Il fait partie de la zone spéciale de conservation de Dartmoor qui couvre 23 159 hectares.